# Robert Edward Lee
Robert Edward Lee, ameriški general, * 19. januar 1807, plantaža Stratford Hall pri Montrossu, Virginija, ZDA, † 12. oktober 1870, Lexinton, Virginija.

## Življenje
Izhajal je iz vojaške družine; njegov oče je bil generalmajor ameriške vojske in guverner Virginije.
Robert Edward Lee je leta 1829 končal vojaško akademijo West Point kot drugi v generaciji. Kot inženirski častnik je sodeloval v ameriško-mehiški vojni (1846–1848).
Leta 1855 je postal polkovnik in poveljnik 2. konjeniškega polka v Teksasu. V letu 1861 je dobil ponudbo, da prevzame poveljstvo nad Zvezno vojsko ZDA, a jo je odklonil.
Med ameriško državljansko vojno je bil sprva poveljnik konfederacijskih vojaških enot v Virginiji, nato pa je postal vojaški svetovalec konfederacijskega predsednika Davisa.
Zaradi zmag v več bitkah državljanske vojne je februarja 1865 postal poveljnik vseh konfederacijskih oboroženih sil. Generalu Grantu se je med bitko pri Appomattoxu vdal 9. aprila 1865, po lastnih navedbah zato, da bi preprečil nadaljnje nesmiselne žrtve.
Po možganski kapi je umrl za posledicami pljučnice.